# Cornelia Pröll
Cornelia Pröll (ur. 21 stycznia 1961 w Kleinarl) – austriacka narciarka alpejska.

## Kariera
W zawodach Pucharu Świata zadebiutowała 11 marca 1978 roku w Bad Kleinkirchheim, gdzie zajęła 13. miejsce w zjeździe. Pierwsze punkty wywalczyła 4 lutego 1979 roku w Pfronten, gdzie zajęła siódme miejsce w tej samej konkurencji. Na podium zawodów tego cyklu pierwszy raz stanęła 7 stycznia 1980 roku w Pfronten, kończąc rywalizację w zjeździe na drugiej pozycji. W zawodach tych rozdzieliła dwie Szwajcariki: Marie-Theres Nadig i Doris de Agostini. W kolejnych startach jeszcze trzy razy stawała na podium, za każdym razem w zjeździe: 8 stycznia 1981 roku w Pfronten była najlepsza, a 29 stycznia 1981 roku w Megève i 8 lutego 1981 roku w Haus zajęła trzecie miejsce. W sezonie 1980/1981 zajęła szesnaste miejsce w klasyfikacji generalnej, a w klasyfikacji zjazdu była trzecia.
Wystartowała na igrzyskach olimpijskich w Lake Placid w 1980 roku, gdzie zajęła 22. miejsce w zjeździe. Była też piętnasta w tej konkurencji podczas mistrzostw świata w Schladming w 1982 roku.
Jej siostra Annemarie Moser-Pröll również uprawiała narciarstwo alpejskie.

## Osiągnięcia

### Igrzyska olimpijskie
| Miejsce | Dzień     | Rok  | Miejscowość | Konkurencja | Czas biegu | Strata | Zwyciężczyni          |
| ------- | --------- | ---- | ----------- | ----------- | ---------- | ------ | --------------------- |
| 22.     | 17 lutego | 1980 | Lake Placid | Zjazd       | 1:37,52    | +4,92  | Annemarie Moser-Pröll |

### Mistrzostwa świata
| Miejsce | Dzień     | Rok  | Miejscowość | Konkurencja | Czas biegu | Strata | Zwyciężczyni          |
| ------- | --------- | ---- | ----------- | ----------- | ---------- | ------ | --------------------- |
| 22.     | 17 lutego | 1980 | Lake Placid | Zjazd       | 1:37,52    | +4,92  | Annemarie Moser-Pröll |
| 15.     | 4 lutego  | 1982 | Schladming  | Zjazd       | 1:37,47    | +1,77  | Gerry Sorensen        |

### Puchar Świata

#### Miejsca w klasyfikacji generalnej
- sezon 1978/1979: 36.
- sezon 1979/1980: 27.
- sezon 1980/1981: 16.
- sezon 1981/1982: 46.

#### Miejsca na podium
1. Pfronten – 7 stycznia 1980 (zjazd) – 2. miejsce
2. Pfronten – 8 stycznia 1981 (zjazd) – 1. miejsce
3. Megève – 29 stycznia 1981 (zjazd) – 3. miejsce
4. Haus – 8 lutego 1981 (zjazd) – 3. miejsce